# Sembatu Jaya Spi
Sembatu Jaya Spi is een bestuurslaag in het regentschap Musi Rawas van de provincie Zuid-Sumatra, Indonesië. Sembatu Jaya Spi telt 1318 inwoners (volkstelling 2010).